# HP Labs
HP Labs és el grup de recerca exploratòria i avançada de HP Inc. La seu de HP Labs es troba a Palo Alto, Califòrnia, i el grup té instal·lacions de recerca i desenvolupament a Bristol, Regne Unit. El desenvolupament de calculadores d'escriptori programables, impressió de raig de tinta i gràfics en 3D s'atribueix als investigadors de HP Labs.
HP Labs va ser fundada el 3 de març de 1966 pels fundadors de Hewlett-Packard, Bill Hewlett i David Packard, amb l'objectiu de crear una organització que no estigués limitada per les preocupacions empresarials quotidianes.
Els laboratoris s'han reduït dràsticament; a l'agost de 2007, els executius de HP van reduir dràsticament el nombre de projectes, de 150 a 30. A partir del 2018, HP Labs té poc més de 200 investigadors, en comparació amb els nivells de personal anteriors de 500 investigadors.

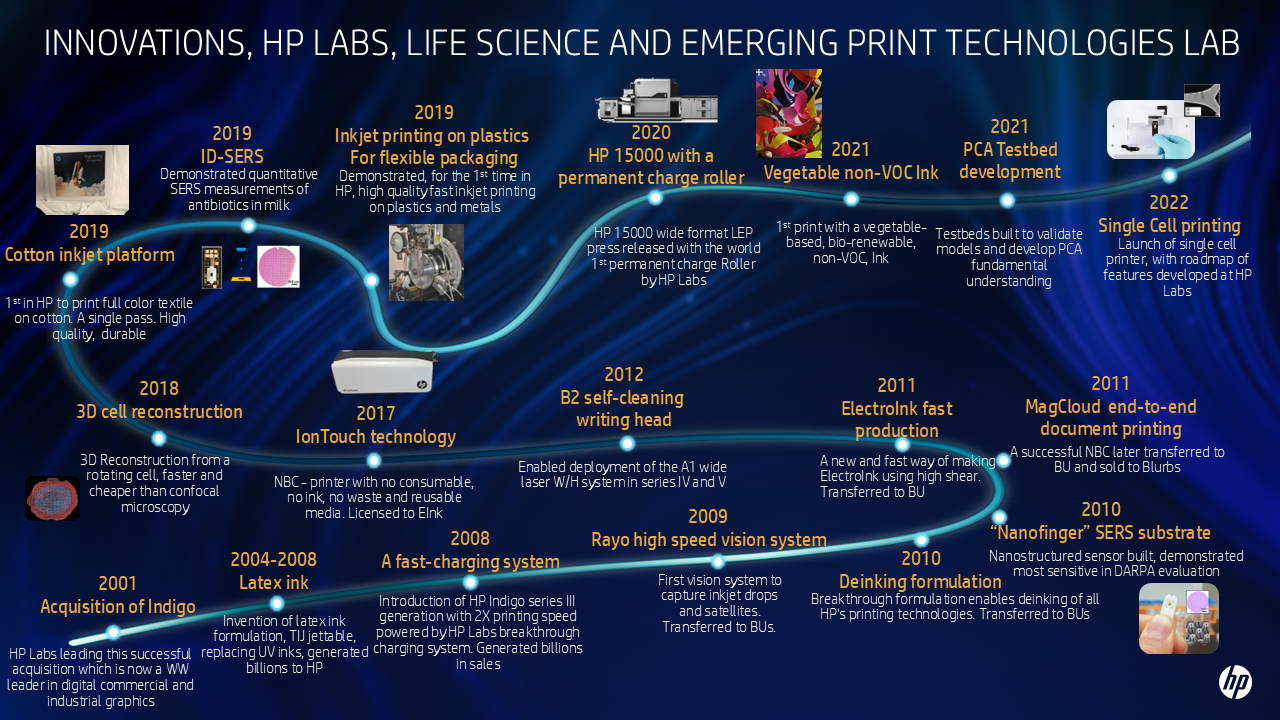
Cronologia de les principals innovacions de HP Labs des de l'any 2000.

Amb la segregació de Hewlett Packard Enterprise de Hewlett-Packard l'1 de novembre de 2015, i el canvi de nom de l'empresa restant a HP Inc., el laboratori de recerca també va segregar Hewlett Packard Labs a Hewlett Packard Enterprise i HP Labs es va mantenir per a HP Inc.

## Història
Com a primer gerent del Laboratori de Semiconductors, Mohamed Atalla va llançar un programa d'investigació en ciència de materials que va proporcionar una tecnologia base per a dispositius d'arseniur de gal·li, fosfur d'arseniur de gal·li i arseniur d'indi. Aquests dispositius es van convertir en la tecnologia principal utilitzada per la Divisió de Microones d'HP per desenvolupar escombradors i analitzadors de xarxa que van impulsar entre 20 – 40 GHz de freqüència, cosa que va donar a HP més del 90% del mercat de les comunicacions militars a la dècada de 1970.
HP Labs va participar en la investigació i desenvolupament (R+D) de HP sobre díodes emissors de llum (LED) pràctics entre 1966 i 1969. Les primeres pantalles LED pràctiques es van construir al Laboratori de Semiconductors d'Atalla. HP va introduir la primera pantalla LED comercial el 1968. El febrer de 1969, van introduir l'indicador numèric HP Model 5082-7000. Va ser la primera pantalla LED intel·ligent i va ser una revolució en la tecnologia de pantalles digitals, substituint el tub Nixie i convertint-se en la base de les pantalles LED posteriors.
El 1977, HP Labs va fabricar prototips del DMOS (MOSFET de doble difusió), un tipus de MOSFET de potència. Van demostrar que era superior al VMOS (MOSFET de ranura en V) amb la seva menor resistència d'activació i la seva major tensió de ruptura. El DMOS es va convertir en el transistor de potència més comú utilitzat en electrònica de potència.
A principis dels anys 90, HP Labs va inventar el concepte d'un conjunt d'instruccions de computació d'instruccions explícitament paral·lela (EPIC), que va donar lloc a l'arquitectura Intel Itanium. Cap a finals dels anys 90, HP Labs va treballar en un precursor dels serveis web, conegut com a e-Speak.
El 1999, HP Labs i la UCLA van construir la primera porta lògica molecular del món per a la seva aplicació final en nanoordinadors assemblats químicament.
Durant la dècada del 2000, HP Labs de Bristol va crear Jena, un marc de treball per a la web semàntica.

## Àrees de recerca
Avui dia, HP Labs s'especialitza en productes i solucions relacionats amb ordinadors portàtils i tauletes, ordinadors d'escriptori, impressores, cartutxos de tinta i tòner, accessoris per a pantalles i solucions empresarials.

### Impressió 3D
HP Labs ha fet una inversió substancial en el desenvolupament de la tecnologia HP MultiJet Fusion. Anteriorment, la tecnologia MetalJet es desenvolupava conjuntament entre el negoci d'impressió 3D i HP Labs, cosa que permetia incorporar metalls avançats a la impressió 3D.

### Microfluídica
El laboratori inventa tecnologies microfluídiques i d'imatge per a mercats més enllà de la impressió a l'oficina i a la llar, com ara els envasos flexibles, les ciències de la vida i la detecció. El laboratori també ha treballat per desenvolupar un nou mètode per aïllar cèl·lules canceroses rares.

### Seguretat
La recerca en seguretat va començar a la dècada del 1990, i va conduir a la cofundació de l'aliança TCPA, més tard coneguda com a Trusted Computing Group. El 2001, es va crear una oferta de sistema operatiu Linux de confiança entre molts anys de desenvolupament d'informàtica de confiança. Diversos projectes de recerca van donar lloc a funcions del producte com ara Virus Throttle, HP SureStart, Printer Runtime Intrusion Detection, HP Connection Inspector i HP SureAdmin.

### Premsa d'impressió digital industrial – HP Indigo
HP Labs va desenvolupar un gran avenç en el sistema de càrrega de les premses d'impressió d'electrofotografia líquida (LEP) HP Indigo substituint les tres unitats de doble escorotró utilitzades en models de segona generació, com ara la HP Indigo 5500, per una única unitat de rodet de càrrega. Aquesta innovació va permetre el llançament de les premses HP Indigo 6000 i 7000 de tercera generació el 2008, cosa que va suposar un augment del 76% en la productivitat a causa d'una velocitat del motor de marcatge més alta.